# Huntsville (Alabama)
Huntsville je město v okrese Madison County ve státě Alabama ve Spojených státech amerických. V roce 2020 zde žilo 215 006 obyvatel a s celkovou rozlohou 544,9 km² byla hustota zalidnění 394,6 obyvatel na km².
Město bylo založeno v roce 1805. Své současné jméno získalo až během britsko-americké války v roce 1812 po osadníkovi Johnu Huntovi. Městem protéká řeka Tennessee.

## Osobnosti města
- Nancy Jan Davisová (* 1953), astronautka
- Michael E. Brown (* 1965), astronom a profesor
- Jimmy Wales (* 1966), internetový podnikatel a spoluzakladatel Wikipedie
- Felicia Day (* 1979), herečka
- Megan Schwambová (* 1984), astronomka
- Debby Ryanová (* 1993), herečka, zpěvačka a skladatelka
- Chester Rogers (* 1994), hráč amerického fotbalu

## Partnerská města
- Tchaj-nan, Tchaj-wan[5]
- Issy-les-Moulineaux, Francie[6]